# 東海道吉田
「東海道吉田」（とうかいどうよしだ）は、葛飾北斎の代表作である『富嶽三十六景』全46図の内の一図。1831-34年（天保2年-5年）頃の刊行。大判錦絵。落款は「前北斎為一筆」（ぜん・ほくさい・いいつ・ひつ）。版元は永寿堂西村屋与八。

## 概要
『三十六景』全図の内、「常州牛堀」「尾州不二見原」に次いで、富士から3番目に遠い位置（約140km）より描いている。
宿の正面に「不二見茶屋」とあるが、1844-51年（弘化元-嘉永4年）刊行の夏目可敬編『参河国名所図会』（みかわのくにめいしょずえ）によると、現在の愛知県豊橋市下五井町に存在していたことがわかる。
北斎は名古屋へ2度赴いており、京畿八道へも2度訪れた可能性があるため、茶屋に寄ったかもしれない。但し、実際に富士が見られたとしても、もっと小さな姿だろう。
構造物（ここでは、窓）の間から富士を覗かせる手法は、『三十六景』の「深川万年橋下」「尾州不二見原」「上總ノ海路」「登戸浦」（のぼとうら）でも見られる技法であるが、このような構図は、河村岷雪の『百富士』の影響を受けたと指摘される。
向かって右に腰掛ける2人の男の笠には、版元の「永」の字と版元印（山型に巴）がこっそり描きこまれている。向かって左の男2人は駕籠かきで、畳に座る女を乗せて来たばかりなのか、月代を拭い、草鞋を木槌で叩いて柔らかくしている。
看板には「御茶づけ」「根元吉田ほくち」とある。「ほくち」は吉田宿の特産品であった。
男女の着物・荷物・暖簾・看板・空（ぼかしを入れる）・富士には「ベロ藍」が、主版（おもはん）には在来の藍が用いられている。